# 戰鬥勤務支援
戰鬥勤務支援是指人們為參與戰鬥的軍事組織提供直接和间接的後勤服务。如果后勤和运输不到位，軍隊將無法順利打仗。